# Vistalegre (Murcia)
Vistalegre o Vista Alegre es un barrio de la ciudad de Murcia, en la Región de Murcia, España. Perteneciente al distrito de Vista Alegre-La Flota.
Con 13 848 habitantes (INE 2022), se encuentra situado al noreste de la ciudad. Comprende el área delimitada entre las avenidas Juan Carlos I al oeste, plaza Circular y ronda de Levante al sur, Juan de Borbón al este y la pedanía de Santiago y Zaraiche al norte.

## Historia
Como ocurre con todos los barrios que se encuentran fuera del casco antiguo, Vista Alegre fue un emplazamiento en la antigua huerta que rodeaba la urbe, en cuyas proximidades existían diversas alquerías medievales, como las de Cudiacibid y Adufa. No muy lejos existió la denominada  Torre de las Lavanderas, dada la inmediatez del azarbe Mayor del Norte, que discurre por el subsuelo del barrio.
Los planes de desarrollo urbano de los años veinte y cuarenta del siglo XX (planes Cort y Blein) hicieron que el pequeño caserío disperso, que se concentraba en las inmediaciones del camino viejo de Churra (actual avenida del Marqués de Los Vélez), se incorporara a la ciudad de Murcia. De hecho, fue en época del llamado "desarrollismo" cuando, tras ser trazada la plaza Circular a comienzo de los años 40, y las rondas Norte y Levante durante los 50, el poblado ya conocido como Vista Alegre empezó a ser incorporado a la ciudad.

## Equipamientos
En 1966 fue construida en Vista Alegre la nueva sede del antiguo Instituto Provincial, renombrado como Instituto de Educación Secundaria Alfonso X el Sabio, mientras que en 1968 quedó inaugurado el edificio de la Escuela de Arte (antiguo Artes y Oficios), obra del arquitecto Fernando Garrido Rodríguez, inmueble circular situado en el centro de la plaza Inocencio Medina Vera.
En el barrio también se construyó la denominada Residencia de la Seguridad Social Virgen de la Arrixaca, también llamada Arrixaca Vieja, siendo el primer gran hospital del sistema público en Murcia (exceptuando el Hospital General), inaugurado en 1967. Este cerró en 1975, trasladándose el personal al nuevo edificio situado en El Palmar, el Hospital Clínico Universitario Virgen de la Arrixaca. Tras varios proyectos, finalmente se decidió realizar un hospital general para el área de salud de la Vega Media. El Hospital General Universitario Morales Meseguer, en homenaje a José María Morales Meseguer, consejero de Sanidad durante los años 80, se inauguró en abril de 1993.